# O.R.I.O.N.
「O.R.I.O.N.」（オリオン）は、三代目 J Soul Brothers from EXILE TRIBEの通算15枚目のシングルである。2014年12月10日にrhythm zoneから発売された。

## 概要
- 本作は「S.A.K.U.R.A.」「R.Y.U.S.E.I.」「C.O.S.M.O.S. 〜秋桜〜」に次ぐ、2014年春夏秋冬シリーズの完結となる「冬」[5]。「CD+DVD」と「CDのみ」の2形態での発売で、それぞれの初回盤は箔押しジャケット仕様。
- ミュージック・ビデオは、三代目 J Soul Brothersが架空の世界に存在する巨大クラブに遊びに来るというコンセプトで、PKCZのメンバーであるDJ MAKIDAI、VERBAL、DJ DARUMAがカメオ出演している[6]。
- 2016年（2015年度）JASRAC賞7位[7]

## 収録内容

### CD
1. O.R.I.O.N. [5:00]
作詞：STY　作曲：STY・Maozon
  - アパマンショップ「FCバルセロナキャンペーン」CMソング。
  - Samantha Tiara & Samantha Thavasa “サマンサティアラジュエリー”CMソング。
  - ハウステンボス「光のクリスマス」CMソング。
2. O.R.I.O.N.（Instrumental）
3. S.A.K.U.R.A. -STY @ASYtokyo remix- [3:08]
  - 12thシングルのリミックスバージョン
4. R.Y.U.S.E.I. -Maozon @ASYtokyo remix- [5:04]
  - 13thシングルのリミックスバージョン
5. C.O.S.M.O.S. 〜秋桜〜 -Unplugged Version- [4:25]
  - 14thシングルのアレンジバージョン

### DVD
1. O.R.I.O.N.（Music Video）

## 収録アルバム
| 収録アルバム            | 楽曲                                | 曲順 |
| ----------------------- | ----------------------------------- | ---- |
| PLANET SEVEN            | O.R.I.O.N.                          | 11   |
| PLANET SEVEN            | O.R.I.O.N. -Maozon @ASYtokyo remix- | 12   |
| THE JSB WORLD (DISC-3)  | O.R.I.O.N.                          | 1    |
| BEST BROTHERS (DISC-01) | O.R.I.O.N.                          | 10   |